# Trenton (Flórida)
Trenton é uma cidade localizada no estado americano da Flórida, no condado de Gilchrist, do qual é sede. Foi incorporada em 1911.

## Geografia
De acordo com o United States Census Bureau, a cidade tem uma área de 8,8 km², onde todos os 8,8 km² estão cobertos por terra.

### Localidades na vizinhança
O diagrama seguinte representa as localidades num raio de 24 km ao redor de Trenton.

## Demografia
Segundo o censo nacional de 2010, a sua população é de 1 999 habitantes e sua densidade populacional é de 225,7 hab/km². É a localidade mais populosa e também a mais densamente povoada do condado de Gilchrist. Possui 786 residências, que resulta em uma densidade de 88,7 residências/km².